# 宇宿 (鹿児島市)
宇宿（うすき）は、鹿児島県鹿児島市の町丁。旧薩摩国谿山郡谷山郷宇宿村、薩摩国鹿児島郡鹿児島近在宇宿村、鹿児島郡中郡宇村大字宇宿、鹿児島市宇宿町。郵便番号は890-0073。人口は14,641人、世帯数は7,199世帯である（2020年4月1日現在）。宇宿一丁目から宇宿九丁目までがあり、宇宿一丁目から宇宿九丁目までの全域で住居表示を実施している。
かつては中央部を東流する脇田川に沿って田畑が多くある田園地帯であったが、鹿児島市によって土地区画整理事業が施行されたことにより道路、河川などの基盤が整備され住宅地となっている。

## 地理

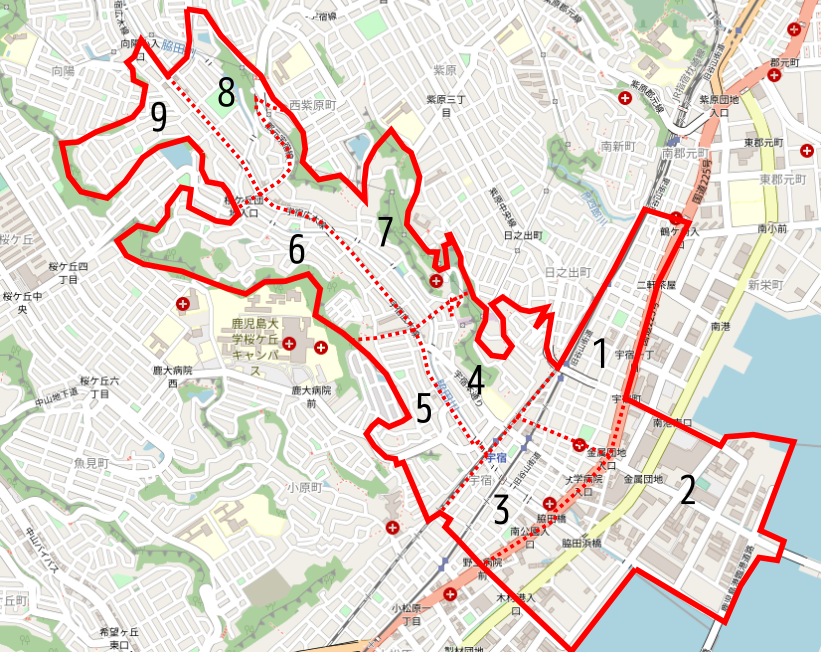
宇宿の区域と丁目を示した地図。2021年現在宇宿一丁目から宇宿九丁目がある。

鹿児島市の中部、脇田川の中流域から下流域に位置している。町域の北方には広木、南郡元町、南方から西方にかけて桜ケ丘、西方には向陽、小原町、東方には西紫原町、紫原、日之出町、南新町、南方には東谷山、東開町、小松原がそれぞれ接しており、東方にあるマリンポートと呼ばれる人工島を町域とする中央港新町にも接しており、鹿児島港臨港道路の一部を構成するマリンポート大橋によってマリンポートかごしまと宇宿二丁目が結ばれている。
町域の東部を鹿児島県道217号郡元鹿児島港線（産業道路の一部）、国道225号、鹿児島市電谷山線、九州旅客鉄道指宿枕崎線が南北に並行して通っている。鹿児島市電には二軒茶屋電停、宇宿一丁目電停、脇田電停が設置されており、指宿枕崎線には宇宿駅が設置されている。教育施設は宇宿四丁目に鹿児島市立宇宿小学校がある。

### 河川
- 脇田川
町域の中央部を東西に流れる二級河川[10]。宇宿中間地区区画整理事業により脇田川の堤防の整備などが行われた[10]。

### 土地区画整理事業
かつては宇宿一帯は田園地帯であったが、土地区画整理事業が行われたことにより道路、河川などの基盤が整備され、住宅地となった。
宇宿のうち指宿枕崎線の東部にあたる50.5ヘクタールの区域が「脇田地区」として鹿児島市によって土地区画整理事業が実施された。1960年（昭和35年）8月1日に事業計画が決定し、1973年（昭和48年）3月3日に換地処分が実施された。総事業費は353,000千円である。また指宿枕崎線の西部にあたる81.7ヘクタールの区域が「宇宿中間地区」として鹿児島市によって土地区画整理事業が実施され、1991年（平成3年）3月25日に事業計画が決定し、2016年（平成28年）に換地処分が行われた。総事業費は46,200,000千円である。事業区域を脇田川に沿って東西に都市計画道路宇宿広木線が整備され、また宇宿中間地区から国道225号までの宇宿地下道も整備された。
| 地区名   | 事業主体 | 事業計画決定年     | 換地処分年         | 面積（ha） | 総事業費（円） |
| -------- | -------- | ------------------ | ------------------ | ---------- | -------------- |
| 脇田     | 鹿児島市 | 1960年（昭和35年） | 1973年（昭和48年） | 50.5       | 353,000,000    |
| 宇宿中間 | 鹿児島市 | 1991年（平成3年）  | 2016年（平成28年） | 81.7       | 46,200,000,000 |

### 町名の由来
「かごしま市史こばなし」や「宇宿郷土誌」によれば、宇宿という地名はアイヌ語の湾（ウシ）と所（ケ）に由来するという説がある。
また、宇宿という地名は難読地名であり、平凡社の『日本歴史地名大系』（1998年刊行）の難読地名一覧には「宇宿」（うすき）として、東京堂出版の『難読地名辞典』（1993年刊行）には「宇宿」（うすき）として掲載されている。

## 歴史

### 宇宿の成立と中世

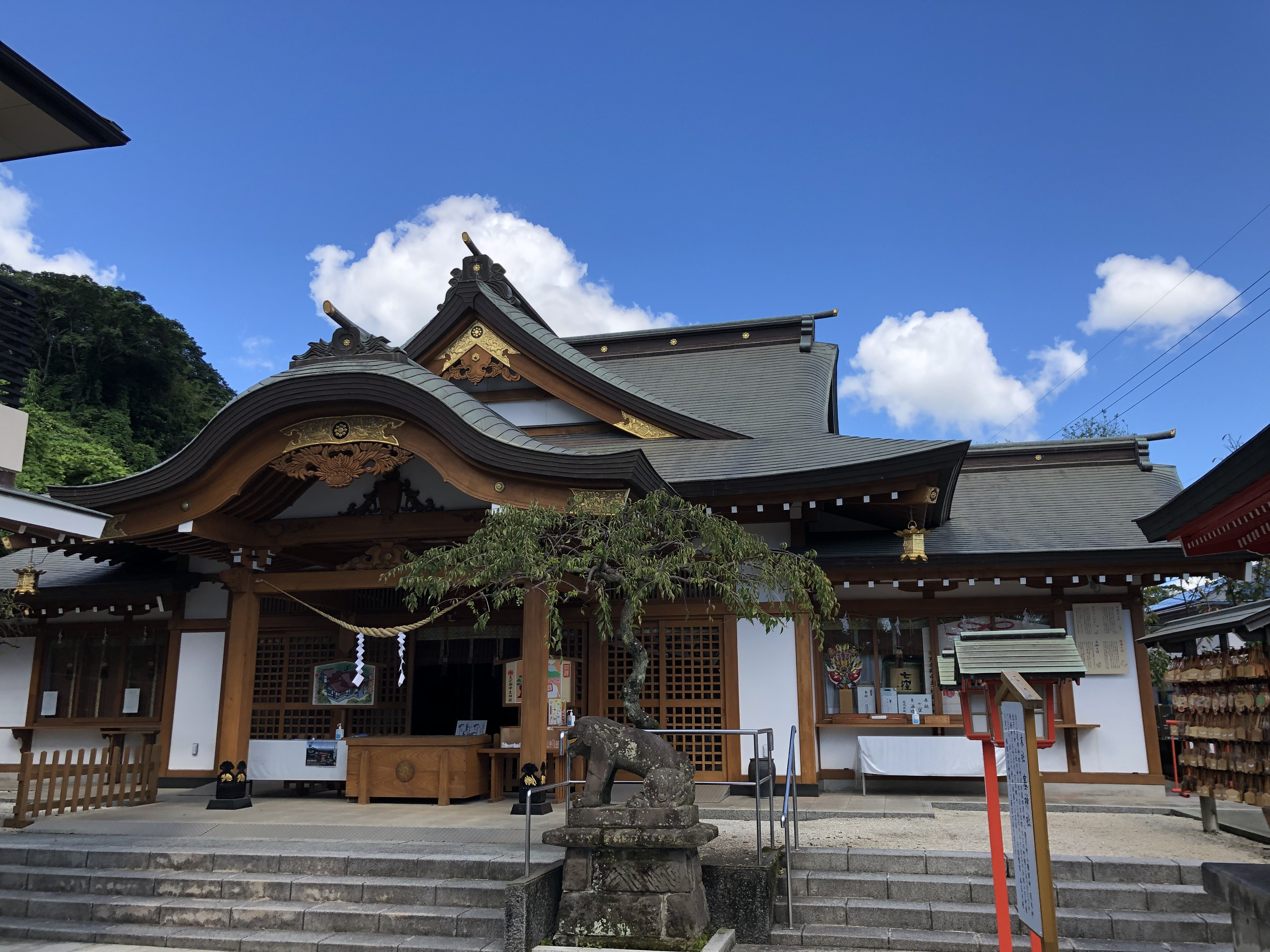
応永年間頃に創建されたとされる妙見神社（天之御中主神社、2021年8月撮影）

宇宿という地名は鎌倉時代より見え、薩摩国谿山郡のうちであった。「鹿児島県地誌」には「ウシク」と読みが振られている。文永9年（1272年）の谷山郡内神田並寺田注文には「うすく」という記述が見え、谷山地頭の山田忠真の弟の忠秀が「宇宿三郎」を号していた。薩藩旧記雑録に収録されている建治2年（1276年）の山田文書の「忠真譲状」に「たにやまのこほりのうちうすくのこう」とあり、山田忠真から直久に譲与されている。直久は宇宿村地頭職となった。
現在の宇宿六丁目にある妙見神社（天之御中主神社）は応永年間に熊野神社から勧請し建立されたとされ、天之御中主神を主神として祀っている。江戸時代に薩摩藩によって編纂された地誌である三国名勝図会には宇宿村の妙見神社（妙見廟）について以下のように記している。

妙見廟 宇宿村にあり、例祭一歳六度、其中十一月廿六日を正祭とす、梶原氏世々代宮司たり、其家傳に云、先祖某、紀州那智山より護下り、恕翁公の命によりて、今の地に鎮座す、応永年中、福昌寺より祭田寄附あり、今に其祭田を以て、祭供を奉るとなり、當廟は霊応特に明らかなりとて、都鄙の人常に信詣す、
—三国名勝図会巻之十九 谿山郡
応永6年（1399年）には守護の島津元久は谿山郡宇宿村のうち水田八町を島津氏の菩提寺である福昌寺に寄進している。天文8年（1539年）には島津貴久が再び福昌寺に対して寄進を行っている。

### 近世の宇宿村
江戸時代には薩摩国谿山郡谷山郷（外城）のうちであった。古くは山田郷に属しており、明治4年には谿山郡谷山郷から鹿児島郡鹿児島近在に所属が変更となった。宇宿村を管轄する庄屋は現在の鹿児島市立宇宿小学校の地に置かれていた。
村高は「郡村高辻帳」では1,530石余、「天保郷帳」では1,530石余、「三州御治世要覧」では1,385石余、「旧高旧領取調帳」では755石余であった。
海岸線に沿って谷山筋（山川路）が通り、脇田川の谷に沿って伊作筋（伊作往還）が分岐していた。
文久3年（1863年）に鹿児島湾で勃発したイギリスと薩摩藩の戦闘である薩英戦争ではイギリス人の遺体が脇田に打ち上げられ、人切堀の入口に埋葬された。
明治3年（1870年）に鹿児島近在の村々の調査が実施され、その結果田上村（現在の田上）の生産力が低かったことから西別府村（現在の西別府町）の小牧が田上村に編入されたが、西別府村は田上村以上に貧村であったことから再び小牧は西別府村に編入され、それに代わって宇宿村の広木が田上村に編入された。また、広木の編入について、谷山郷に属していた宇宿村では薩摩藩において禁制となっていた一向宗の取り締まりが谷山郷士によって厳しく行われており、そのことから鹿児島近在への編入を願い出たという伝承がある。明治4年には宇宿村は谿山郡谷山郷から鹿児島郡鹿児島近在に所属が変更となった。明治5年には戸籍が改正され、庄屋が戸長となり、戸長役場が庄屋屋敷跡に置かれた。
1877年（明治10年）に勃発した西南戦争では宇宿は官軍によって火を付けられ、農民たちはシラスの穴に退避し火から逃れた。1884年（明治17年）に宇宿村など鹿児島近在の7町村を管轄する戸長役場が高麗町に設置された。

### 町村制施行から昭和中期まで
1889年（明治22年）4月1日に町村制が施行されたのに伴い、それまでの鹿児島郡鹿児島近在のうち中村（現在の鴨池）、郡元村、宇宿村の区域より鹿児島郡中郡宇村が成立した。それに伴い、それまでの宇宿村は中郡宇村の大字「宇宿」となった。
1914年（大正3年）1月12日に発生した桜島の大爆発（桜島の大正大噴火）では、桜島からの避難民が宇宿の脇田浜に多数上陸した。中郡宇村役場は助役と書記を宇宿の救護所へ出張させ、在郷軍人や青年会と共に避難民の救護活動を実施した。宇宿の海岸には東桜島村の持木集落（現在の持木町）の住民368名が船で避難しており、避難民らは宇宿小学校に収容されたのち伊集院方面へ移動した。
1934年（昭和9年）8月1日には、中郡宇村が鹿児島郡西武田村及び吉野村と共に鹿児島市に編入された。同日発行の鹿児島県公報に掲載された鹿児島県告示「 鹿兒島市内大字名廢止町名改稱竝ニ區域變更」により「宇宿ヲ廢止シ其ノ區域ヲ宇宿町（ウスキテウ）ト」することが鹿児島県知事によって許可され、中郡宇村の大字宇宿を廃し、その区域を以て新たに鹿児島市の町「宇宿町」が設置された。1936年（昭和11年）に鹿児島市は宇宿町に宇宿墓地を新設するための工事に着手した。
1966年（昭和41年）4月9日に発生した低気圧の影響により3時間あたり111ミリの降水量を観測する豪雨となり、宇宿町などで家屋浸水の被害が出た。1970年（昭和45年）には鹿児島市消防局の脇田分遣隊が宇宿町に設置された。

### 宇宿周辺の開発と住居表示の実施

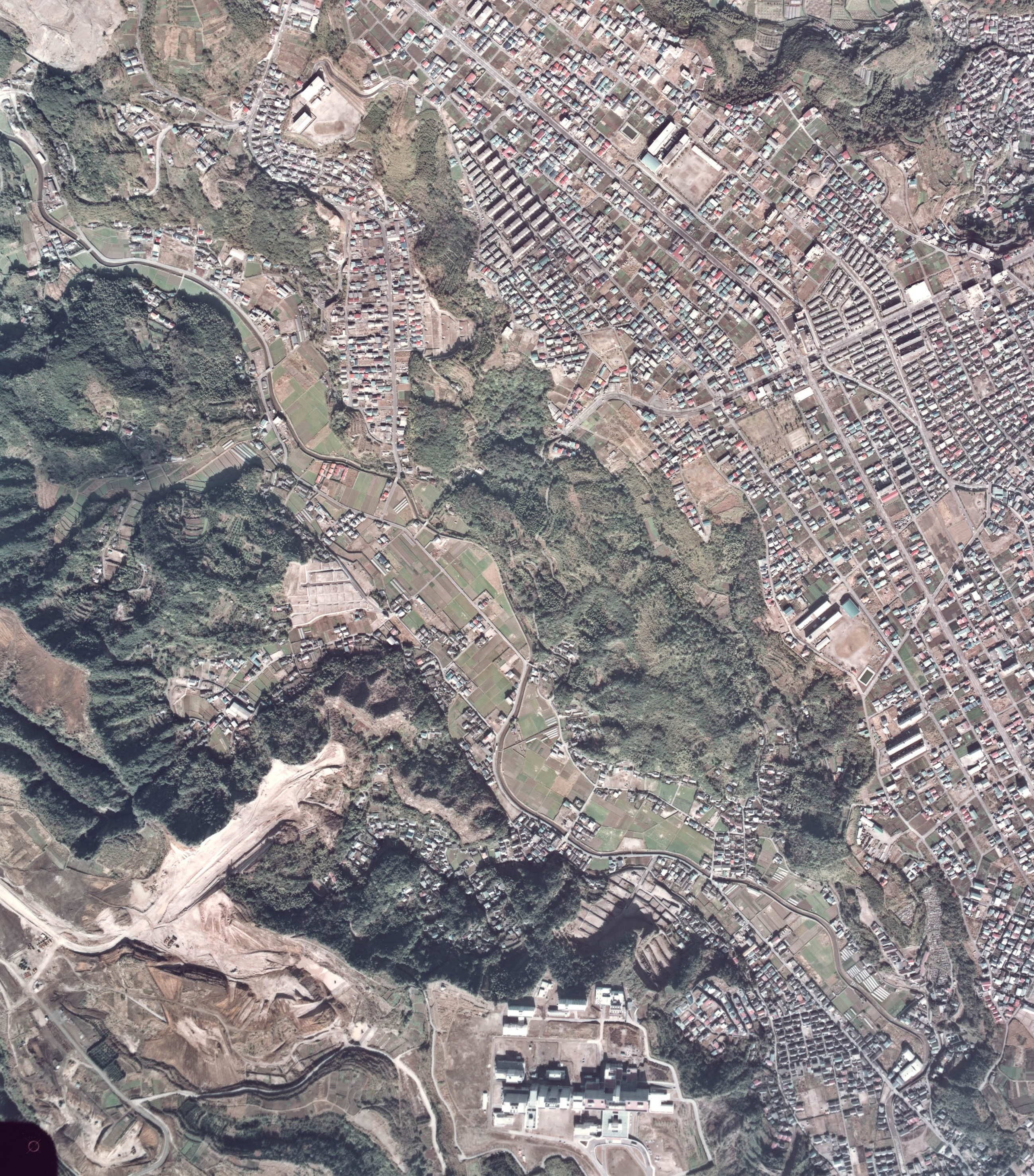
1974年度時点の宇宿上空の航空写真。南部の桜ヶ丘は開発中である。

1950年代以降、宇宿町の台地上では紫原や桜ケ丘などの住宅団地の開発が行われたほか、脇田地区や宇宿中間・広木地区では土地区画整理事業による住宅地の整備が行われた。
1970年（昭和45年）7月1日に宇宿町の北部で開発が行われていた紫原団地の区域において住居表示が実施されることとなった。それに伴い町域の再編が実施され、鴨池町の一部及び宇宿町の一部より紫原二丁目、宇宿町の一部より紫原三丁目、紫原四丁目、紫原五丁目、宇宿町の一部及び鴨池町の一部並びに田上町の一部より紫原六丁目、田上町の一部及び宇宿町の一部より紫原七丁目、宇宿町及び郡元町の各一部より日之出町がそれぞれ設置された。1973年（昭和48年）3月4日には、郡元町・宇宿町の一部の区域にあたる南港地区において住居表示が実施されることとなった。これに伴い町の区域の再編が実施され、宇宿町、郡元町の各一部より新栄町及び、「宇宿一丁目」、「宇宿二丁目」、「宇宿三丁目」が設置された。
1976年（昭和51年）6月22日から25日にかけての昭和51年6月豪雨と呼ばれる集中豪雨では宇宿町において高さ100メートル、幅約70メートルにわたってがけ崩れが発生し、がけ崩れに2世帯9名が巻き込まれ死亡した。
1978年（昭和53年）10月24日には、宇宿町の南部で開発が行われていた桜ケ丘団地において換地処分が終了したのに伴い、中山町・山田町・宇宿町・田上町の各一部より桜ケ丘一丁目、中山町・山田町・宇宿町の各一部より桜ケ丘二丁目、中山町・宇宿町の一部より桜ケ丘四丁目、桜ケ丘五丁目、桜ケ丘六丁目、宇宿町の一部より桜ケ丘七丁目が設置された。1982年（昭和57年）10月23日に宇宿町の北部に造成された梶原迫団地の区域より西紫原町が設置された。1986年（昭和61年）12月にはそれまで宇宿に駅が存在していなかった指宿枕崎線に宇宿駅が増設された。
1990年（平成2年）11月5日には宇宿町下地区及び上福元町小原地区において住居表示が実施されるのに併せて町域の再編が実施された。宇宿町の一部が西紫原町、紫原三丁目、日之出町に編入され、宇宿町の一部より「宇宿四丁目」、「宇宿五丁目」、宇宿町及び上福元町の一部より桜ケ丘八丁目が設置された。
1993年（平成5年）3月1日には宇宿町の一部が紫原四丁目に編入され、1996年（平成8年）10月28日には宇宿町の一部が桜ケ丘六丁目に編入された。1999年（平成11年）3月29日に宇宿町の一部が紫原三丁目及び宇宿三丁目の各一部に編入された。
2010年（平成22年）2月15日に宇宿中間・広木地区（第一期）において住居表示が実施され、宇宿町の一部が宇宿四丁目、宇宿五丁目にそれぞれ編入され、宇宿町の一部より「宇宿六丁目」、「宇宿七丁目」が新たに設置された。翌年の2011年（平成23年）2月14日には宇宿中間・広木地区（第二期）において住居表示が実施された。宇宿町の一部が紫原五丁目、桜ケ丘七丁目に編入され、宇宿町の一部より「宇宿八丁目」、「宇宿九丁目」、田上町・宇宿町の各一部より向陽一丁目、宇宿町の一部より向陽二丁目が新たに設置された。また、新設された宇宿九丁目は鹿児島市において設置されている丁目としては2012年（平成24年）現在最も大きい数字となっている。
2013年（平成25年）2月18日には宇宿中間・広木地区（第三期）において住居表示が実施され、宇宿町の一部が宇宿九丁目と宇宿六丁目、広木二丁目にそれぞれ編入され、宇宿町・田上町の各一部より広木三丁目が新たに設置された。また、宇宿町の全部及び田上町の一部を以て町の区域の設定及び変更が行われたことにより「宇宿町」が消滅した。

### 町域の変遷
| 変更後               | 変更年             | 変更前           |
| -------------------- | ------------------ | ---------------- |
| 紫原二丁目（新設）   | 1970年（昭和45年） | 宇宿町（一部）   |
| 紫原二丁目（新設）   | 1970年（昭和45年） | 鴨池町（一部）   |
| 紫原三丁目（新設）   | 1970年（昭和45年） | 宇宿町（一部）   |
| 紫原四丁目（新設）   | 1970年（昭和45年） | 宇宿町（一部）   |
| 紫原五丁目（新設）   | 1970年（昭和45年） | 宇宿町（一部）   |
| 紫原六丁目（新設）   | 1970年（昭和45年） | 宇宿町（一部）   |
| 紫原六丁目（新設）   | 1970年（昭和45年） | 鴨池町（一部）   |
| 紫原六丁目（新設）   | 1970年（昭和45年） | 田上町（一部）   |
| 紫原七丁目（新設）   | 1970年（昭和45年） | 宇宿町（一部）   |
| 紫原七丁目（新設）   | 1970年（昭和45年） | 田上町（一部）   |
| 日之出町（新設）     | 1970年（昭和45年） | 宇宿町（一部）   |
| 日之出町（新設）     | 1970年（昭和45年） | 郡元町（一部）   |
| 新栄町（新設）       | 1973年（昭和48年） | 宇宿町（一部）   |
| 新栄町（新設）       | 1973年（昭和48年） | 郡元町（一部）   |
| 宇宿一丁目（新設）   | 1973年（昭和48年） | 宇宿町（一部）   |
| 宇宿二丁目（新設）   | 1973年（昭和48年） | 宇宿町（一部）   |
| 宇宿三丁目（新設）   | 1973年（昭和48年） | 宇宿町（一部）   |
| 桜ケ丘一丁目（新設） | 1978年（昭和53年） | 中山町（一部）   |
| 桜ケ丘一丁目（新設） | 1978年（昭和53年） | 山田町（一部）   |
| 桜ケ丘一丁目（新設） | 1978年（昭和53年） | 宇宿町（一部）   |
| 桜ケ丘一丁目（新設） | 1978年（昭和53年） | 田上町（一部）   |
| 桜ケ丘二丁目（新設） | 1978年（昭和53年） | 中山町（一部）   |
| 桜ケ丘二丁目（新設） | 1978年（昭和53年） | 山田町（一部）   |
| 桜ケ丘二丁目（新設） | 1978年（昭和53年） | 宇宿町（一部）   |
| 桜ケ丘四丁目（新設） | 1978年（昭和53年） | 中山町（一部）   |
| 桜ケ丘四丁目（新設） | 1978年（昭和53年） | 宇宿町（一部）   |
| 桜ケ丘五丁目（新設） | 1978年（昭和53年） | 中山町（一部）   |
| 桜ケ丘五丁目（新設） | 1978年（昭和53年） | 宇宿町（一部）   |
| 桜ケ丘六丁目（新設） | 1978年（昭和53年） | 中山町（一部）   |
| 桜ケ丘六丁目（新設） | 1978年（昭和53年） | 宇宿町（一部）   |
| 桜ケ丘七丁目（新設） | 1978年（昭和53年） | 宇宿町（一部）   |
| 西紫原町（新設）     | 1982年（昭和57年） | 宇宿町（一部）   |
| 紫原三丁目（編入）   | 1990年（平成2年）  | 宇宿町（一部）   |
| 西紫原町（編入）     | 1990年（平成2年）  | 宇宿町（一部）   |
| 日之出町（編入）     | 1990年（平成2年）  | 宇宿町（一部）   |
| 宇宿四丁目（編入）   | 1990年（平成2年）  | 宇宿町（一部）   |
| 宇宿五丁目（編入）   | 1990年（平成2年）  | 宇宿町（一部）   |
| 桜ケ丘八丁目（新設） | 1990年（平成2年）  | 宇宿町（一部）   |
| 桜ケ丘八丁目（新設） | 1990年（平成2年）  | 上福元町（一部） |
| 紫原四丁目（編入）   | 1993年（平成5年）  | 宇宿町（一部）   |
| 桜ケ丘六丁目（編入） | 1996年（平成8年）  | 宇宿町（一部）   |
| 紫原三丁目（編入）   | 1999年（平成11年） | 宇宿町（一部）   |
| 宇宿三丁目（編入）   | 1999年（平成11年） | 宇宿町（一部）   |
| 宇宿三丁目（編入）   | 2010年（平成22年） | 宇宿町（一部）   |
| 宇宿四丁目（編入）   | 2010年（平成22年） | 宇宿町（一部）   |
| 宇宿六丁目（新設）   | 2010年（平成22年） | 宇宿町（一部）   |
| 宇宿七丁目（新設）   | 2010年（平成22年） | 宇宿町（一部）   |
| 紫原五丁目（編入）   | 2011年（平成23年） | 宇宿町（一部）   |
| 桜ケ丘七丁目（編入） | 2011年（平成23年） | 宇宿町（一部）   |
| 宇宿八丁目（新設）   | 2011年（平成23年） | 宇宿町（一部）   |
| 宇宿九丁目（新設）   | 2011年（平成23年） | 宇宿町（一部）   |
| 広木一丁目（新設）   | 2011年（平成23年） | 宇宿町（一部）   |
| 広木一丁目（新設）   | 2011年（平成23年） | 田上町（一部）   |
| 向陽一丁目（新設）   | 2011年（平成23年） | 宇宿町（一部）   |
| 向陽一丁目（新設）   | 2011年（平成23年） | 田上町（一部）   |
| 向陽二丁目（新設）   | 2011年（平成23年） | 宇宿町（一部）   |
| 宇宿六丁目（編入）   | 2013年（平成25年） | 宇宿町（一部）   |
| 宇宿九丁目（編入）   | 2013年（平成25年） | 宇宿町（一部）   |
| 広木二丁目（編入）   | 2013年（平成25年） | 宇宿町（一部）   |
| 広木二丁目（編入）   | 2013年（平成25年） | 田上町（一部）   |
| 広木三丁目（新設）   | 2013年（平成25年） | 宇宿町（全部）   |
| 広木三丁目（新設）   | 2013年（平成25年） | 田上町（一部）   |

## 人口

### 町丁別
2020年4月1日現在の宇宿の丁目別人口・世帯数は以下のとおりである。
| 町・丁名   | 世帯数 | 人口  |
| ---------- | ------ | ----- |
| 宇宿一丁目 | 1,604  | 3,070 |
| 宇宿二丁目 | 591    | 1,040 |
| 宇宿三丁目 | 1,305  | 2,245 |
| 宇宿四丁目 | 634    | 1,350 |
| 宇宿五丁目 | 811    | 1,605 |
| 宇宿六丁目 | 775    | 1,772 |
| 宇宿七丁目 | 595    | 1,347 |
| 宇宿八丁目 | 305    | 772   |
| 宇宿九丁目 | 579    | 1,440 |

### 人口推移
以下の表は国勢調査による小地域集計が開始された1995年以降の人口の推移である。但し1995年以降について住居表示の実施に伴う町域の再編が実施されており、各年の宇宿の領域は一致しない。
| 年                 | 人口   |
| ------------------ | ------ |
| 1995年（平成7年）  | 13,646 |
| 2000年（平成12年） | 13,830 |
| 2005年（平成17年） | 14,789 |
| 2010年（平成22年） | 15,728 |
| 2015年（平成27年） | 14,238 |

## 文化財

### 市指定
- 梶原迫の田の神（有形民俗文化財（民俗資料））[78]

## 施設

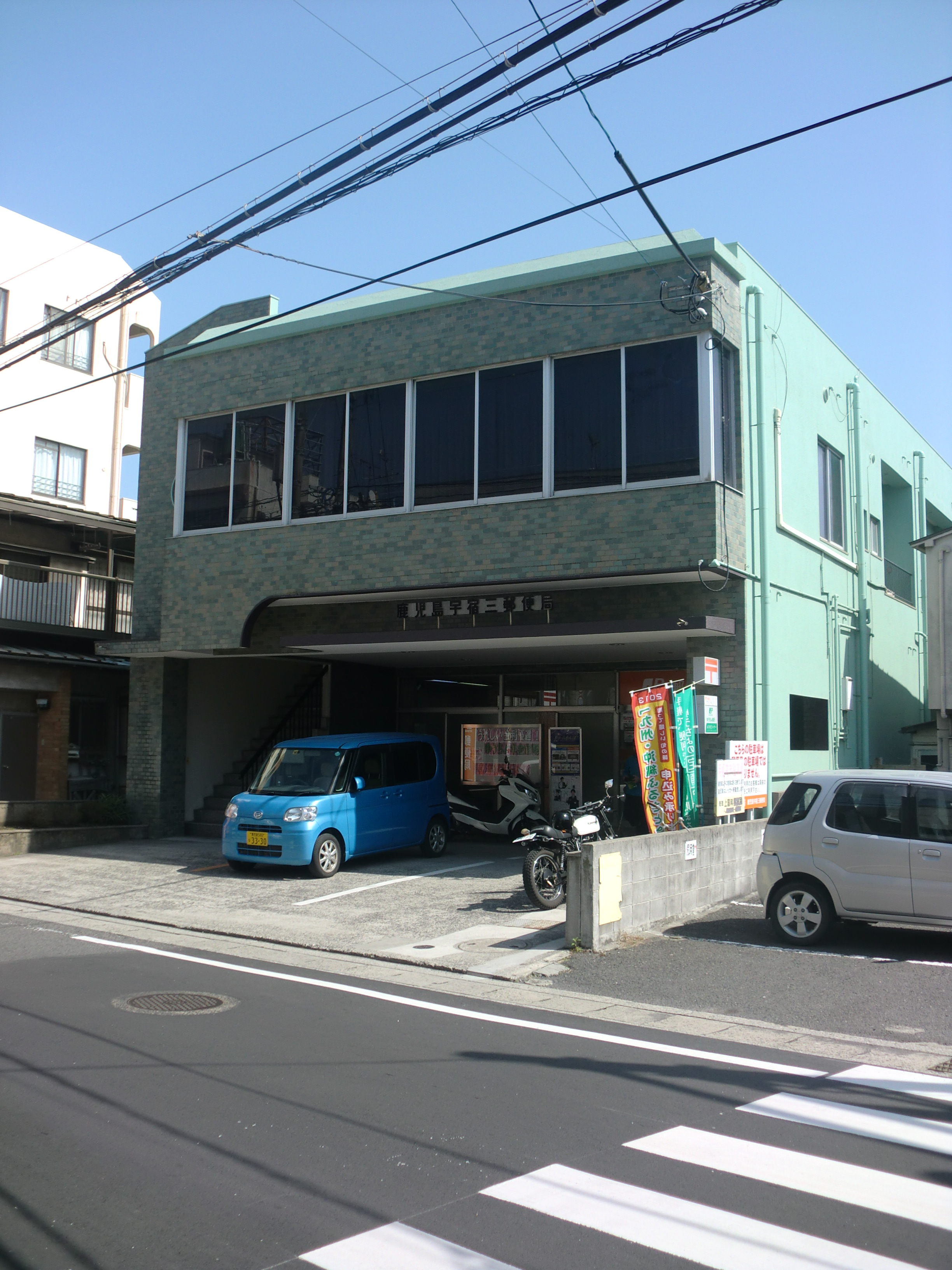
鹿児島宇宿三郵便局

### 公共
- 鹿児島県警察鹿児島南警察署宇宿交番[79]
- 鹿児島市消防局南消防署脇田分遣隊[80]
- 宇宿福祉館[81]
- 宇宿中間福祉館[82]
- 鹿児島市営宇宿駅自転車等駐輪場[83]

### 教育

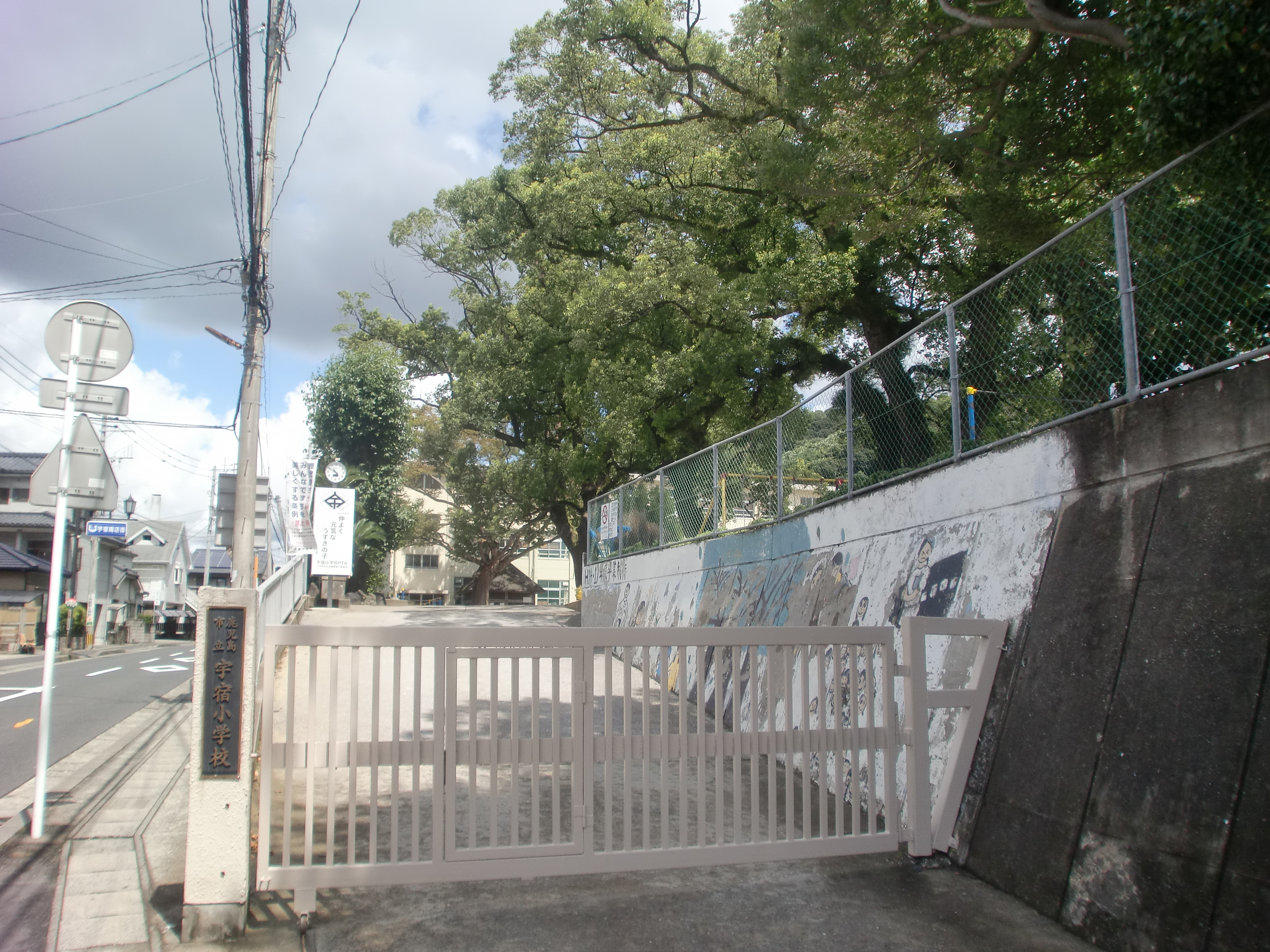
鹿児島市立宇宿小学校

- 鹿児島市立宇宿小学校[84]
- 宇宿幼稚園[85]

### 寺社
- 天之御中主神社（通称：妙見神社）
宇宿六丁目にある神社であり、正治年間に建立された。天之御中主神の他5神を祀る[9]。
- 神明神社
- 浄土真宗本願寺派鹿児島別院宇宿出張所[86]

### 郵便局
- 鹿児島宇宿三郵便局[87]

### その他
- 鹿児島県道路公社
- コーアガス日本本社

## 産業

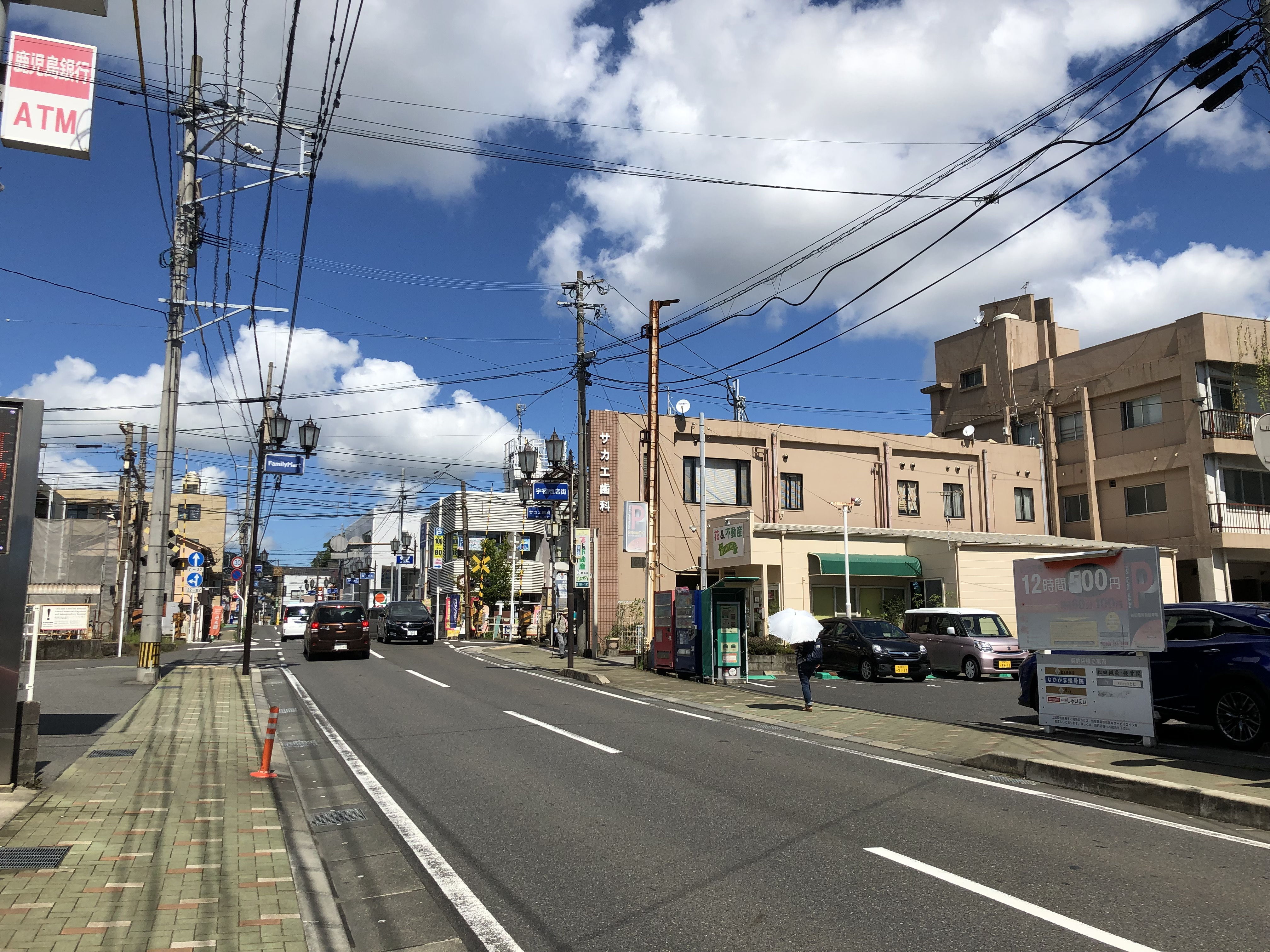
宇宿商店街

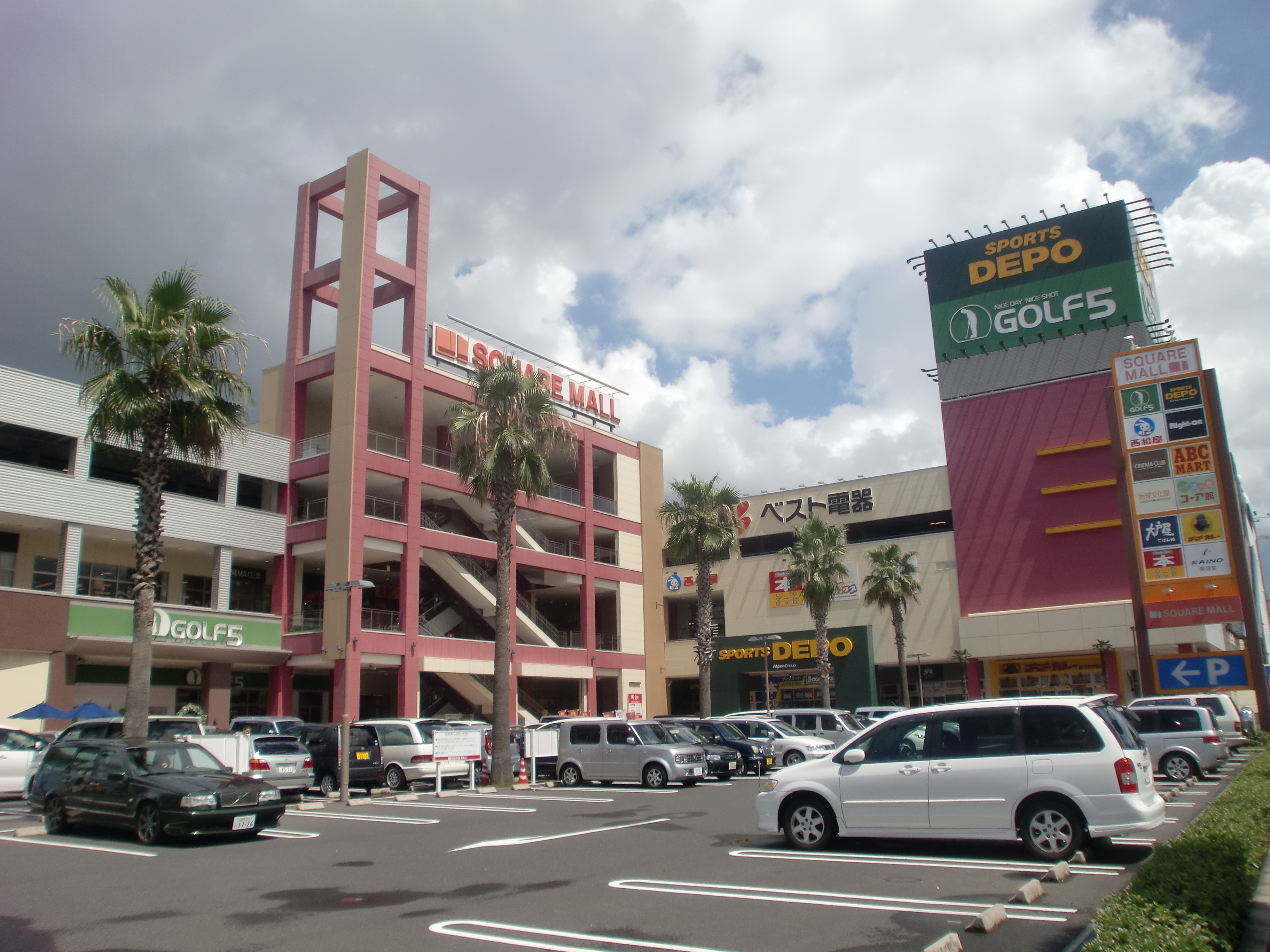
2006年（平成18年）、宇宿二丁目に出店したスクエアモール鹿児島宇宿

2015年（平成27年）の国勢調査によると宇宿に居住する15歳以上の就業者数は6,456人であり、産業別では多い順に運輸業・郵便業（1,404人）、金融業・保険業（1,208人）、農業・林業（492人）、電気・ガス・熱供給・水道業（411人）、教育・学習支援業（377人）、複合サービス事業（327人）、公務（309人）、生活関連サービス業・娯楽業（258人）、情報通信業（258人）となっている。
2014年（平成26年）の経済センサスによれば宇宿に所在する民営の事業所数は754事業所であり従業者数は7,794名であった。業種別には卸売業・小売業267事業所、建設業47事業所、製造業36事業所、運輸業・郵便業22事業所、情報通信業7事業所の順であった。

### 工業
現在の宇宿二丁目は工業団地として造成された区域であり、「角川日本地名大辞典」によれば、造船・鉄鋼・機械金属・自動車・木材・セメント工場・石油貯油場・倉庫が立ち並ぶ地域である。

### 商業
宇宿本通りと谷山街道に面した区域の商店街である「宇宿商店街」を中心に1992年（平成4年）に設立された宇宿商店街振興組合が組織されている。2009年（平成21年）度の内閣官房「地方の元気再生事業」に宇宿商店街振興組合が提案した「地域密着型駅前商店街のまちづくりビジネスモデルの構築」が採択されたほか、近隣に出店した大型商業施設に対して地域密着型の商店街として生き残るため「まちの駅 宇宿」や「うすきエコステーション」の設置などの取組みが評価され、中小企業庁による「新・がんばる商店街77選」に宇宿商店街振興組合が指定された。
2006年（平成18年）以降、産業道路（鹿児島県道217号郡元鹿児島港線）沿いに大型店の出店が相次ぎ、2006年（平成18年）には複合商業施設「スクエアモール鹿児島宇宿」、2007年（平成19年）には「オプシアミスミ」、2012年（平成24年）にはDIY型ホームセンター「ハンズマン宇宿店」が相次いで出店した。また、2012年（平成24年）3月16日には鹿児島県初出店となる総合ディスカウントストア「ドン・キホーテ鹿児島宇宿店」がスクエアモール鹿児島宇宿にテナントとして出店した。

## 教育

### 中学校
宇宿には中学校は設置されておらず、東郡元町の鹿児島市立南中学校、西紫原町の鹿児島市立西紫原中学校、紫原六丁目の鹿児島市立紫原中学校に通学している。

### 小学校
宇宿には、鹿児島市立宇宿小学校が設置されている。宇宿小学校は1879年（明治12年）に脇田小学校として設置され、1908年（明治41年）に王辰小学校（現在の鹿児島市立中郡小学校の前身）と合併し中郡宇尋常高等小学校となったが、1911年（明治44年）に再び分離し宇宿尋常小学校となった。1934年（昭和9年）に中郡宇村が鹿児島市に編入され宇宿小学校は鹿児島市に移管された。国民学校を経て1947年（昭和22年）に鹿児島市立宇宿小学校となった。
宇宿の区域は前述の宇宿小学校のほか、鹿児島市立向陽小学校、鹿児島市立広木小学校、鹿児島市立西紫原小学校の通学区域となっており、2012年（平成24年）時点で宇宿八丁目は向陽小学校、広木小学校、西紫原小学校の3校の校区に分かれている。複雑化した校区分けについて鹿児島市教育委員会教育部学事課は南日本新聞の取材に対して「今後、校区見直しを検討する可能性もある」と答えている。

### 小・中学校の学区
市立小・中学校に通う場合、学区（校区）は以下の通りとなる。
| 町丁       | 番・番地                       | 小学校                 | 中学校                 |
| ---------- | ------------------------------ | ---------------------- | ---------------------- |
| 宇宿一丁目 | 全域                           | 鹿児島市立宇宿小学校   | 鹿児島市立南中学校     |
| 宇宿二丁目 | 全域                           | 鹿児島市立宇宿小学校   | 鹿児島市立南中学校     |
| 宇宿三丁目 | 全域                           | 鹿児島市立宇宿小学校   | 鹿児島市立南中学校     |
| 宇宿四丁目 | 全域                           | 鹿児島市立宇宿小学校   | 鹿児島市立南中学校     |
| 宇宿五丁目 | 全域                           | 鹿児島市立宇宿小学校   | 鹿児島市立南中学校     |
| 宇宿六丁目 | 1番から14番、15,16番の一部     | 鹿児島市立宇宿小学校   | 鹿児島市立南中学校     |
| 宇宿六丁目 | 上記を除く全域                 | 鹿児島市立向陽小学校   | 鹿児島市立西紫原中学校 |
| 宇宿七丁目 | 1番から8番,26番から29番        | 鹿児島市立宇宿小学校   | 鹿児島市立南中学校     |
| 宇宿七丁目 | 9番から25番                    | 鹿児島市立向陽小学校   | 鹿児島市立西紫原中学校 |
| 宇宿八丁目 | 1番から15番,19番,16,17番の一部 | 鹿児島市立向陽小学校   | 鹿児島市立西紫原中学校 |
| 宇宿八丁目 | 16,17,18番の各一部             | 鹿児島市立向陽小学校   | 鹿児島市立紫原中学校   |
| 宇宿八丁目 | 18番の一部                     | 鹿児島市立広木小学校   | 鹿児島市立紫原中学校   |
| 宇宿八丁目 | 20番、18番の一部               | 鹿児島市立西紫原小学校 | 鹿児島市立西紫原中学校 |
| 宇宿九丁目 | 全域                           | 鹿児島市立向陽小学校   | 鹿児島市立西紫原中学校 |

## 交通

### 鉄道
宇宿には九州旅客鉄道が運行する指宿枕崎線と鹿児島市交通局が運行する鹿児島市電谷山線が敷設されている。1912年（大正元年）に鹿児島電気軌道によって武之橋停留場から谷山停留場までの区間が開通し、二軒茶屋停留場と脇田停留場が設置された。1930年（昭和5年）には西鹿児島駅から五位野駅までの区間が指宿線（のちの指宿枕崎線）として開通したが、宇宿には駅が設置されなかった。1979年（昭和54年）4月には鹿児島市電谷山線に宇宿一丁目停留場が増設され、1986年（昭和61年）12月にはそれまで宇宿に駅が存在していなかった指宿枕崎線に宇宿駅が増設された。
九州旅客鉄道指宿枕崎線
- 宇宿駅

鹿児島市交通局鹿児島市電谷山線
- 脇田停留場 - 宇宿一丁目停留場 - 二軒茶屋停留場

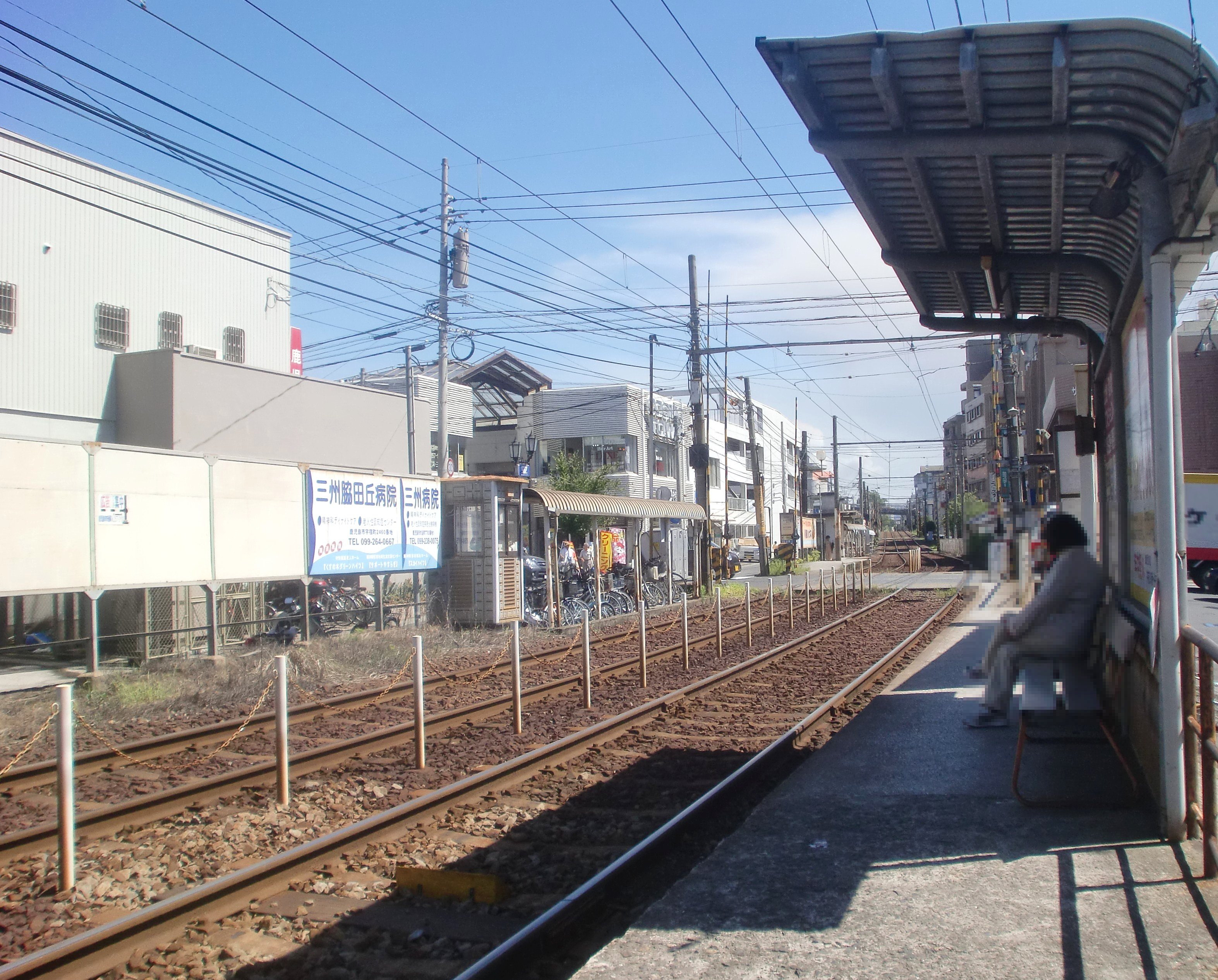
脇田電停
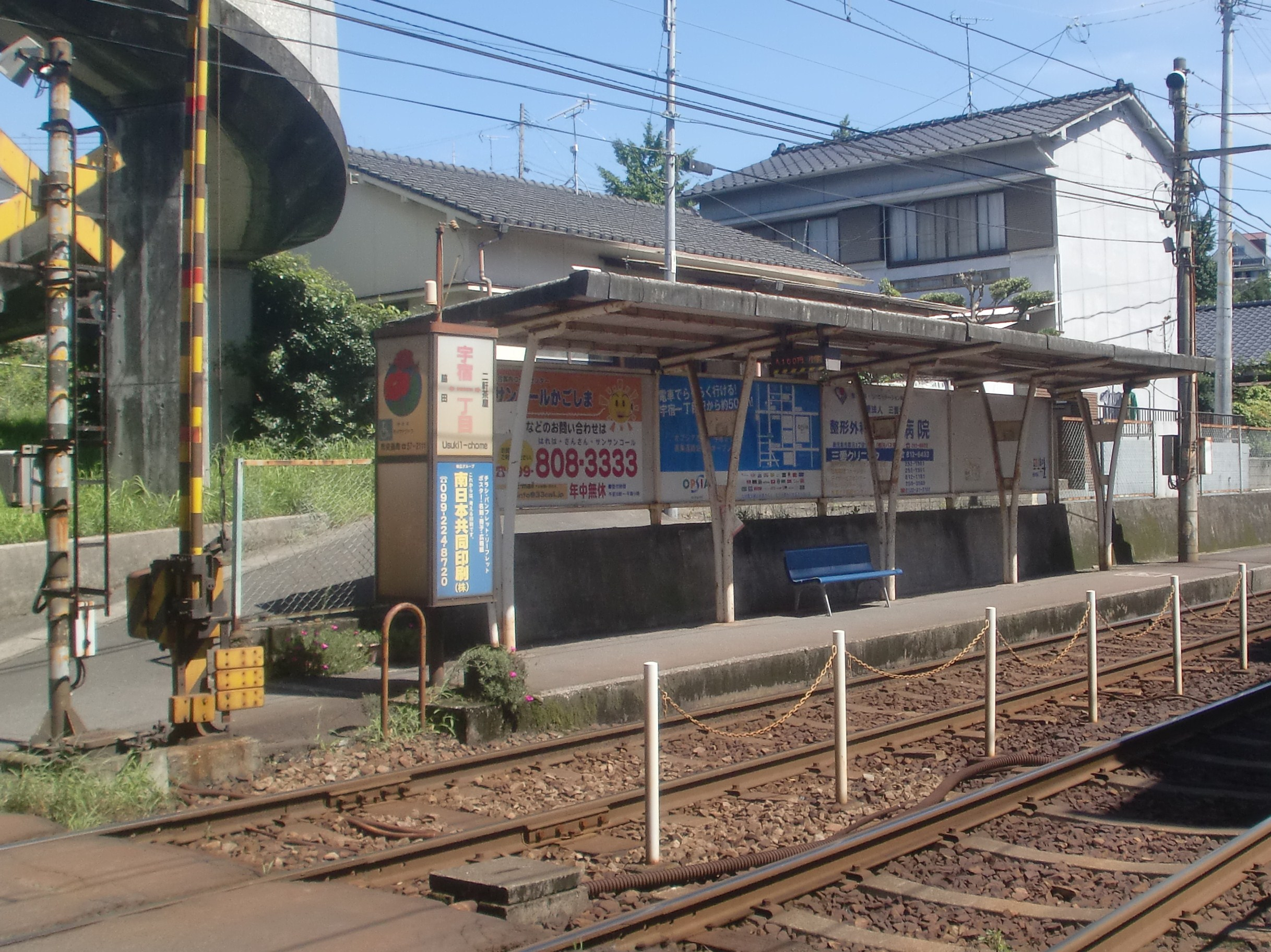
宇宿一丁目電停
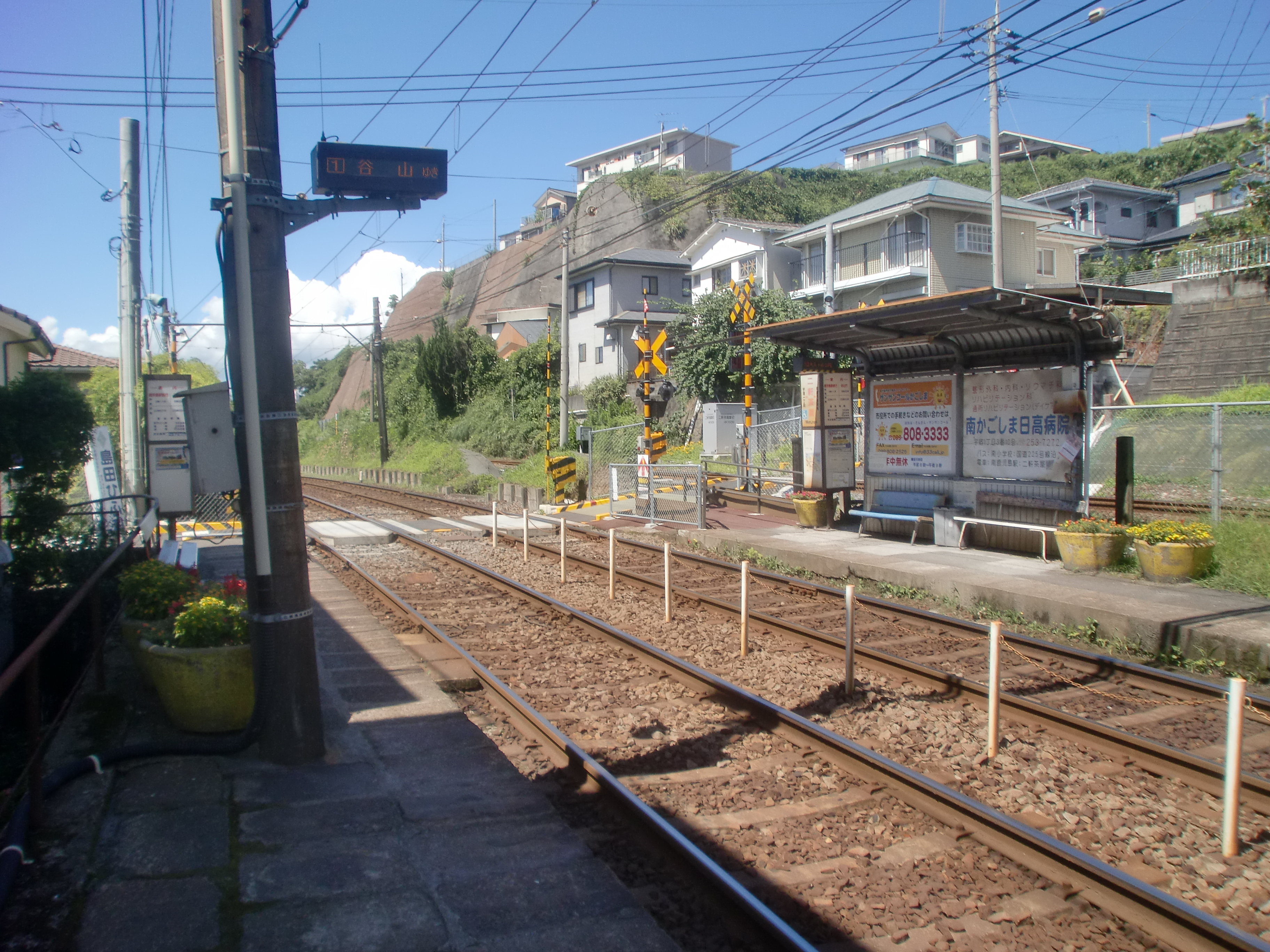
二軒茶屋電停

### 道路
一般国道
- 国道225号

一般県道

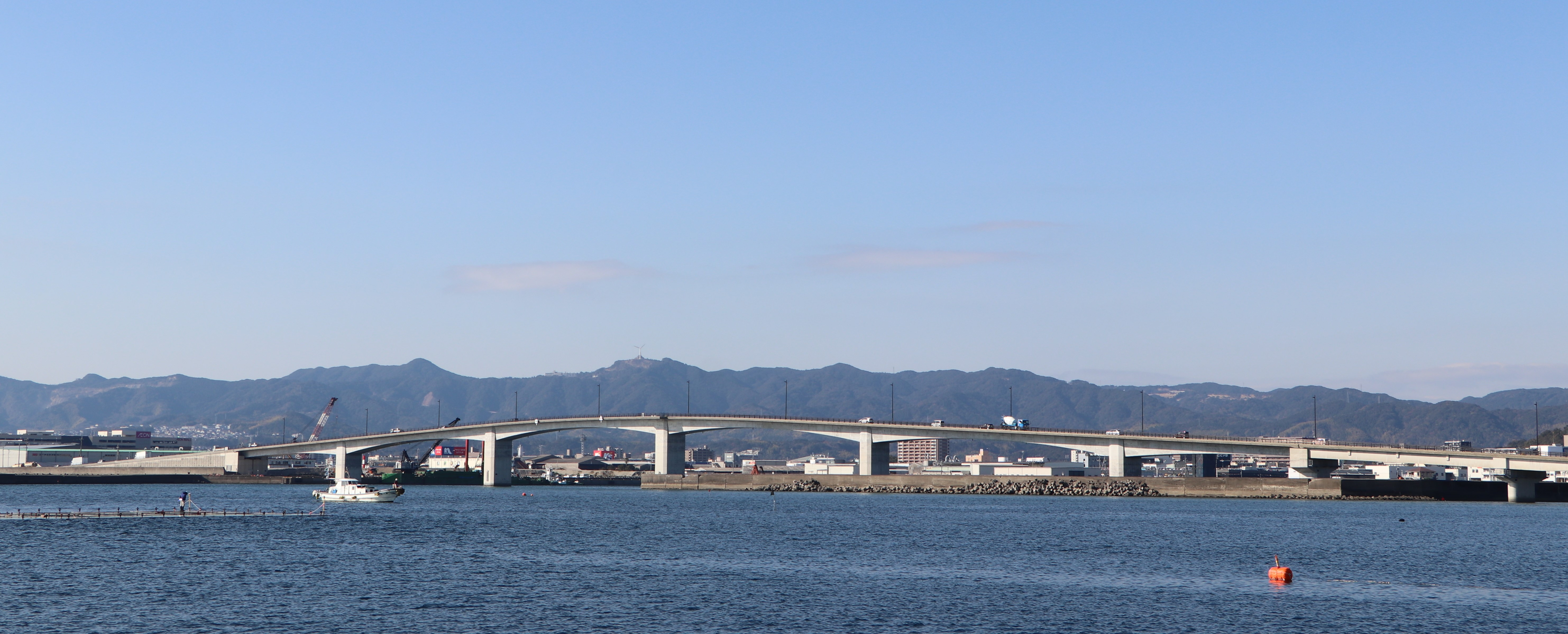
東開町と宇宿二丁目を結ぶ鹿児島港臨港道路の黎明みなと大橋

- 鹿児島県道217号郡元鹿児島港線（産業道路）

都市計画道路
- 宇宿広木線
- 高麗通線

臨港道路
- 鹿児島港臨港道路

### バス
鹿児島市交通局、鹿児島交通などによるバス停留所がある。

## 関係する著名人

### 居住
- 島尾敏雄（作家、大日本帝国海軍軍人、鹿児島県立図書館奄美分館分館長）[105]
- 島尾ミホ（作家）[106]